# Église Sainte-Anne de Séneujols
L'église Sainte-Anne est un édifice situé à Séneujols, en France.

## Localisation
L'église est située sur le territoire de la commune de Séneujols, dans le département  de la Haute-Loire, en région Auvergne-Rhône-Alpes.

## Description
La cure est mentionnée avant 1179. L'édifice comporte quatre travées plus une travée de chœur et l'abside. Une grande travée sous le clocher et autre plus petite qui devait précéder l'abside primitive, romanes, sont couvertes en berceau. Allongement de deux travées sous voûtes d'ogives au XVe siècle. L'allongement de l'abside a produit les ogives de la nef. Comme toutes les petites églises de cette région, la nef unique de celle-ci a été dotée postérieurement de deux chapelles latérales. L'ensemble a été construit entre les XVe et XVIe siècles. La chapelle latérale sud présente liernes, tiercerons et arcade classique. La tribune a conservé un ensemble important et assez rare d'attributs d'une confrérie de pénitents (croix, sceptre, dés, couronnes d'épines...). Le fronton de la façade semble avoir été ajouté au XIXe siècle.

## Historique
L'église est inscrite au titre des monuments historiques par arrêté du 9 octobre 1969.

## Galerie

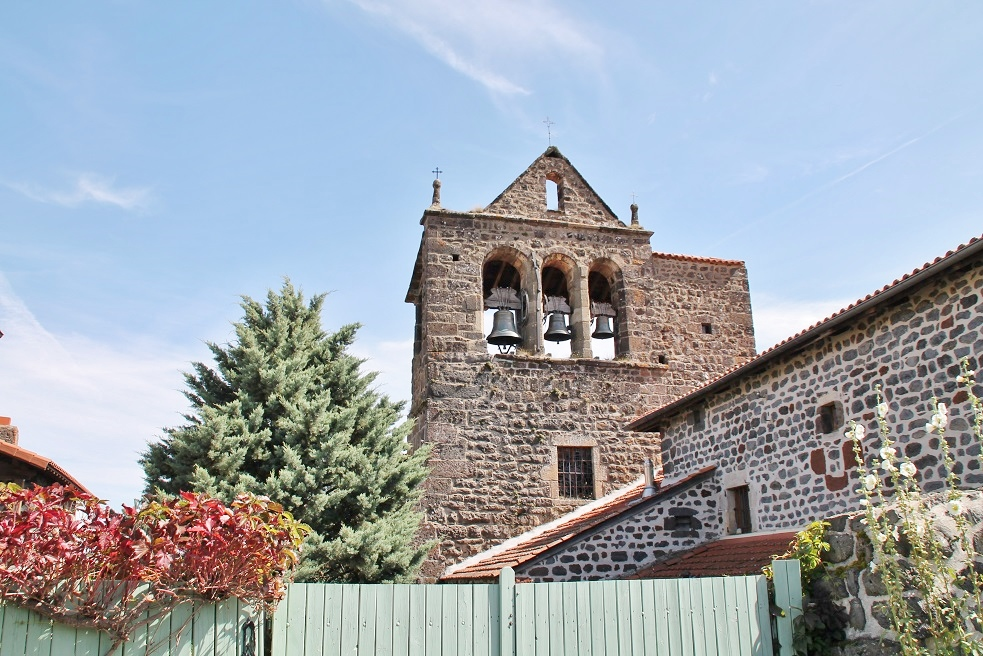